# Crocidura attila
Crocidura attila е вид бозайник от семейство Земеровкови (Soricidae).

## Разпространение
Видът е разпространен в Демократична република Конго, Камерун и Нигерия.